# Mallorca 1
Mallorca 1 (Eigenschreibweise mallorca1) ist ein deutschsprachiger Radiosender auf der spanischen Insel Mallorca. 

## Geschichte
Seit Herbst 2023 bietet Mallorca 1 ein deutschsprachiges Radioprogramm mit aktuellen Nachrichten und Service-Informationen rund um die Baleareninsel Mallorca. Der Sender wurde von dem Medienunternehmer Roger Kortus gegründet. 

Logo von Mallorca Eins bis 2023

Bereits 2022 gab es unter dem Namen „Mallorca Eins“ ein ähnliches Format anderer Initiatoren, das jedoch im Herbst 2023 eingestellt wurde. Roger Kortus übernahm die Markenrechte und führte das Programm unter neuem Konzept fort. Mit dem spanischen Radiomacher Domingo Molina an seiner Seite wurde die UKW-Verbreitung nahtlos fortgesetzt und das Angebot modernisiert.

## Empfangsmöglichkeiten und Studio
Mallorca 1 sendet aus einem gläsernen Studio in Peguera und ist im Südwesten der Insel auf UKW 103,0 MHz sowie im Zentrum, an der Playa de Palma und im Nordosten auf 88,2 MHz empfangbar. Seit Anfang des Jahres 2025 ist der Sender zusätzlich über den digitalen Radiostandard DAB+ verfügbar. 

Zudem ist der Sender über einen Livestream auf der offiziellen Website sowie über alle gängigen digitalen Radiogeräte erreichbar.

## Programmschwerpunkte und Musik
Das Programm von Mallorca 1 beinhaltet feste Sendeblöcke:
- Insel-News (5 Minuten vor der halben Stunde)
- Nachrichten aus Deutschland und der Welt (5 Minuten vor der vollen Stunde)
- Morningshow ab 7 Uhr mit dem „Captain am Morgen“
- Nachmittagsprogramm ab 14 Uhr mit dem „Spanier am Nachmittag“
- Weekend Mix Freitags ab 22 Uhr
- Top 30 Chartshow sonntags ab 15 Uhr, präsentiert vom „Bayer aus Barcelona“

Musikalisch setzt Mallorca 1 auf einen Mix aus bekannten Hits der 1980er- und 1990er-Jahre sowie aktuellen Chart-Erfolgen. Ergänzt wird das Repertoire durch spanische Songs.